# نايجل أوسبورن
نايجل أوسبورن (بالإنجليزية: Nigel Osborne)‏ هو ملحن بريطاني، ولد في 23 يونيو 1948 في مانشستر في المملكة المتحدة.

## وصلات خارجية
- نايجل أوسبورن على موقع IMDb (الإنجليزية)
- نايجل أوسبورن على موقع ميوزك برينز (الإنجليزية)